# Lopătar roz
Lopătarul roz (Platalea ajaja) este o pasăre de mal cu picioare lungi din familia lopătarilor și ibișilor, Threskiornithidae. Trăiește în America de Sud și America de Nord.

## Taxonomie
Lopătarul roz este uneori plasat în genul Ajaja. Un studiu realizat în 2010 asupra ADN-ului mitocondrial al lopătarilor realizat de Chesser și colegii săi a constatat că lopătarul roz și lopătarul cu ciocul galben sunt înrudiți apropiat, cei doi fiind descendenți dintr-o ramură timpurie de la strămoșii celorlalte patru specii de lopătari. Ei au apreciat că dovezile genetice arată că este la fel de valabil să se considere că toate cele șase specii de lopătari ar trebui clasificate în genul Platalea sau, plasate în genurile monotipice Platibis și respectiv Ajaia. Totuși, întrucât cele șase specii erau atât de asemănătoare din punct de vedere morfologic, păstrarea lor în cadrul genului a avut mai mult sens.

## Descriere

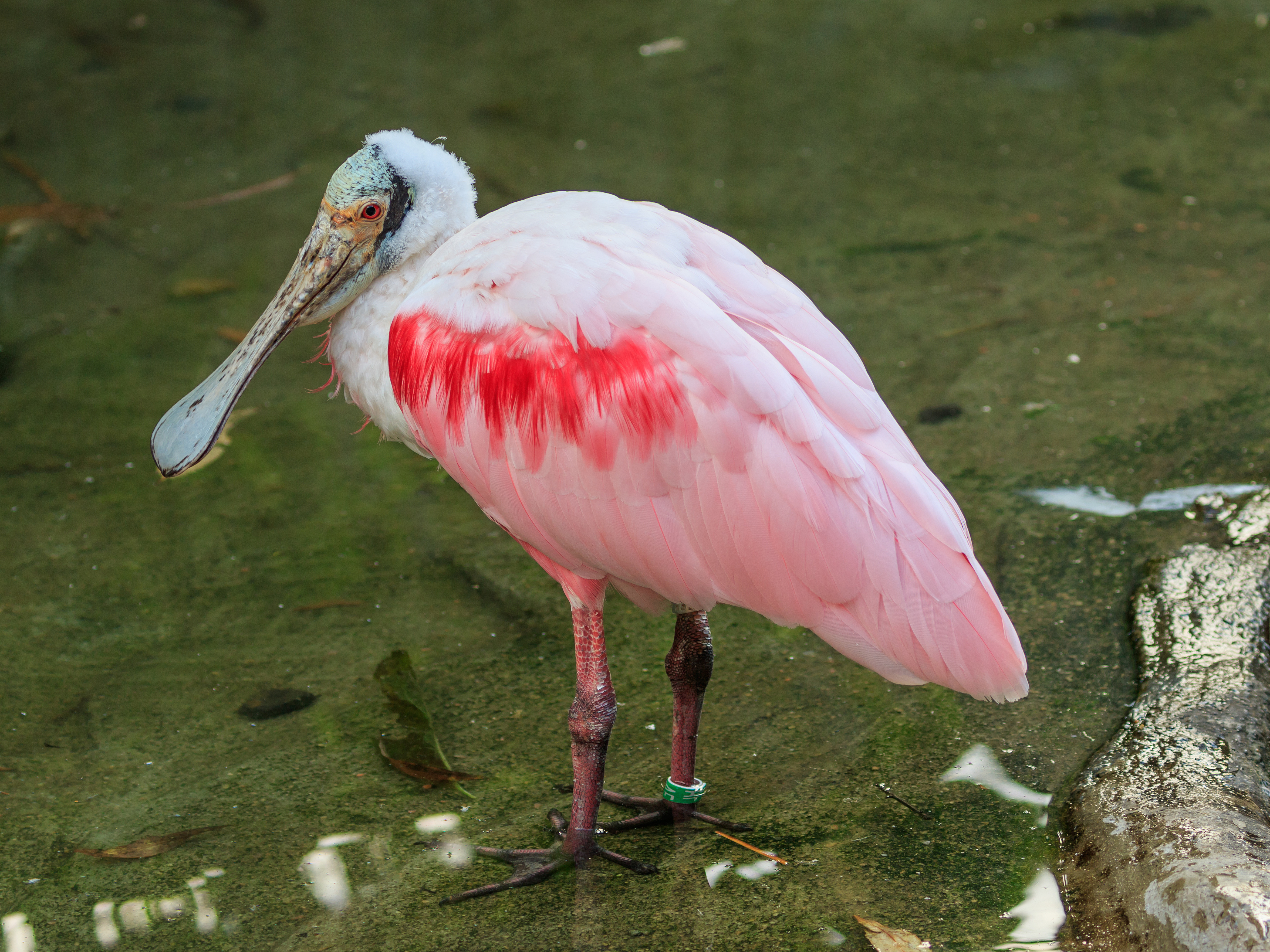
Platalea ajaja

Lopătarul roz are o lungime de 71–86 cm, o anvergură a aripilor de 120–133 cm și o masă corporală de 1,2–1,8 kg.
Adulții au un cap verzui și fără pene („auriu-bubalin” la reproducere) și gâtul, spatele și pieptul alb-rozaliu (cu un smoc de pene roz când se reproduc), și în rest de un roz intens. Ciocul este gri. Nu există dimorfism sexual semnificativ.
La fel ca flamingo american, culoarea lor roz este derivată din dietă, constând din pigmentul cantaxantină. Un alt carotenoid, astaxantina, poate fi găsit depozitat în penele de zbor și în penele corpului. Culorile pot varia de la roz pal până la magenta aprins, în funcție de vârstă, indiferent dacă se reproduc sau nu, și de loc. Spre deosebire de stârci, lopătarii zboară cu gâtul întins. 

## Reproducere
Lopătarul roz cuibărește în arbuști sau copaci, adesea mangrove, unde depun două până la cinci ouă, care sunt albicioase cu marcaje maronii. Păsările imature au capete albe, cu pene, iar rozul penajului este mai palid. Ciocul este gălbui sau rozaliu.

## Galerie

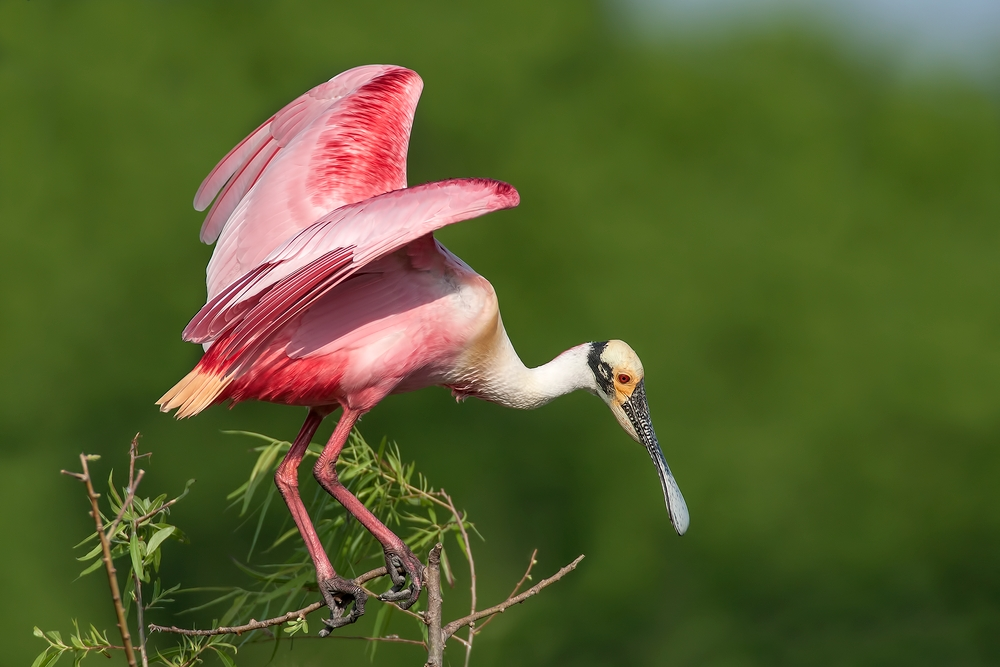
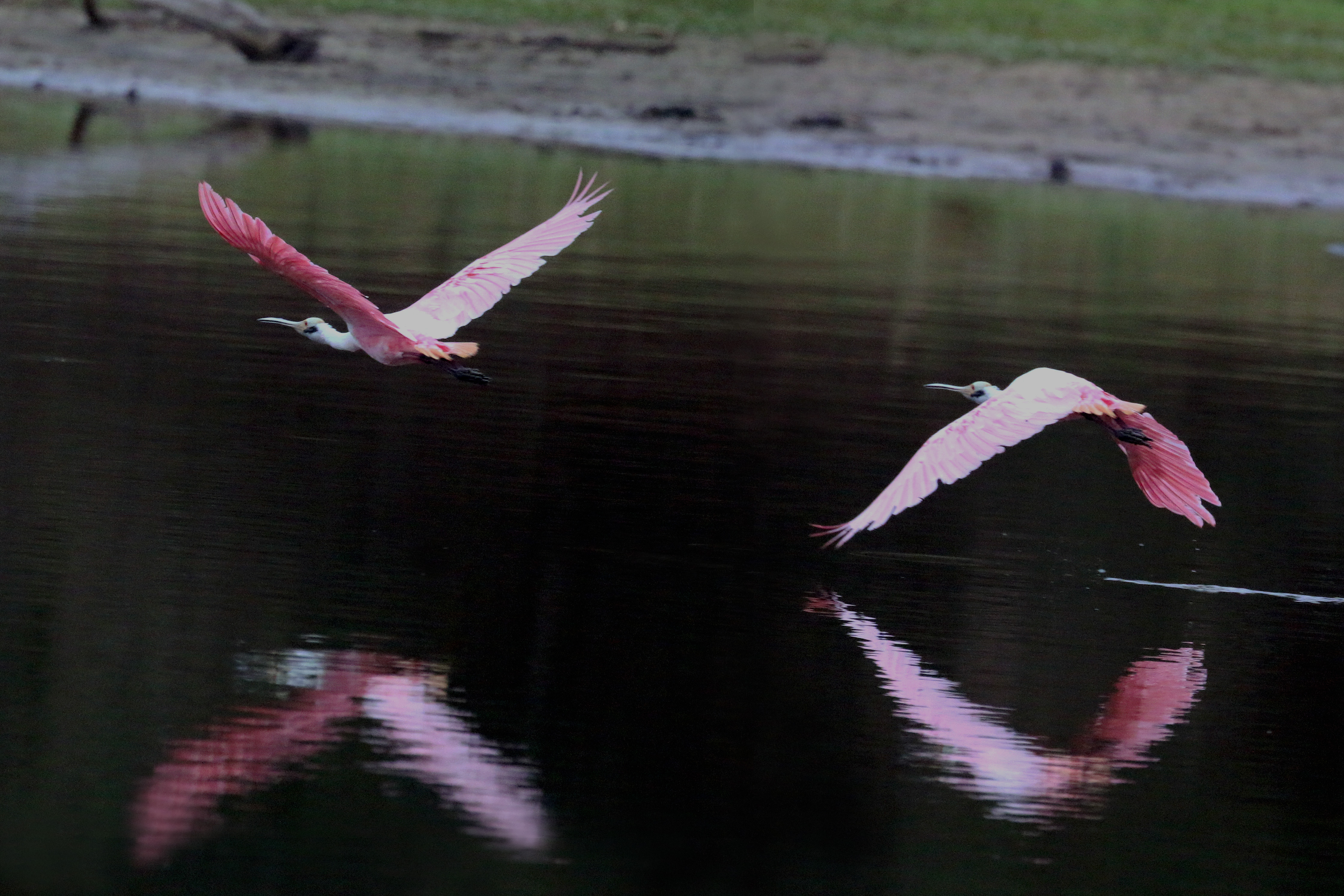
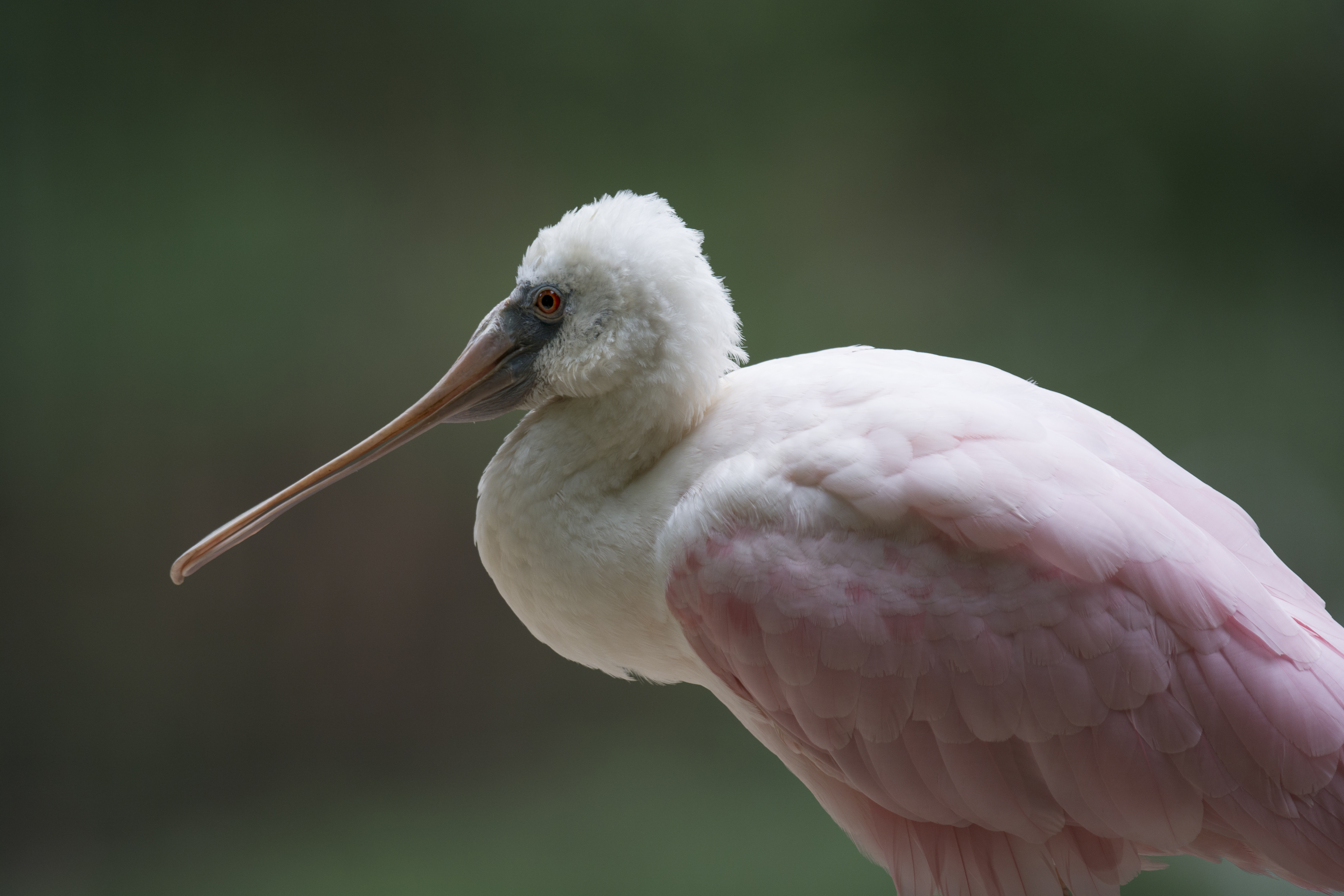
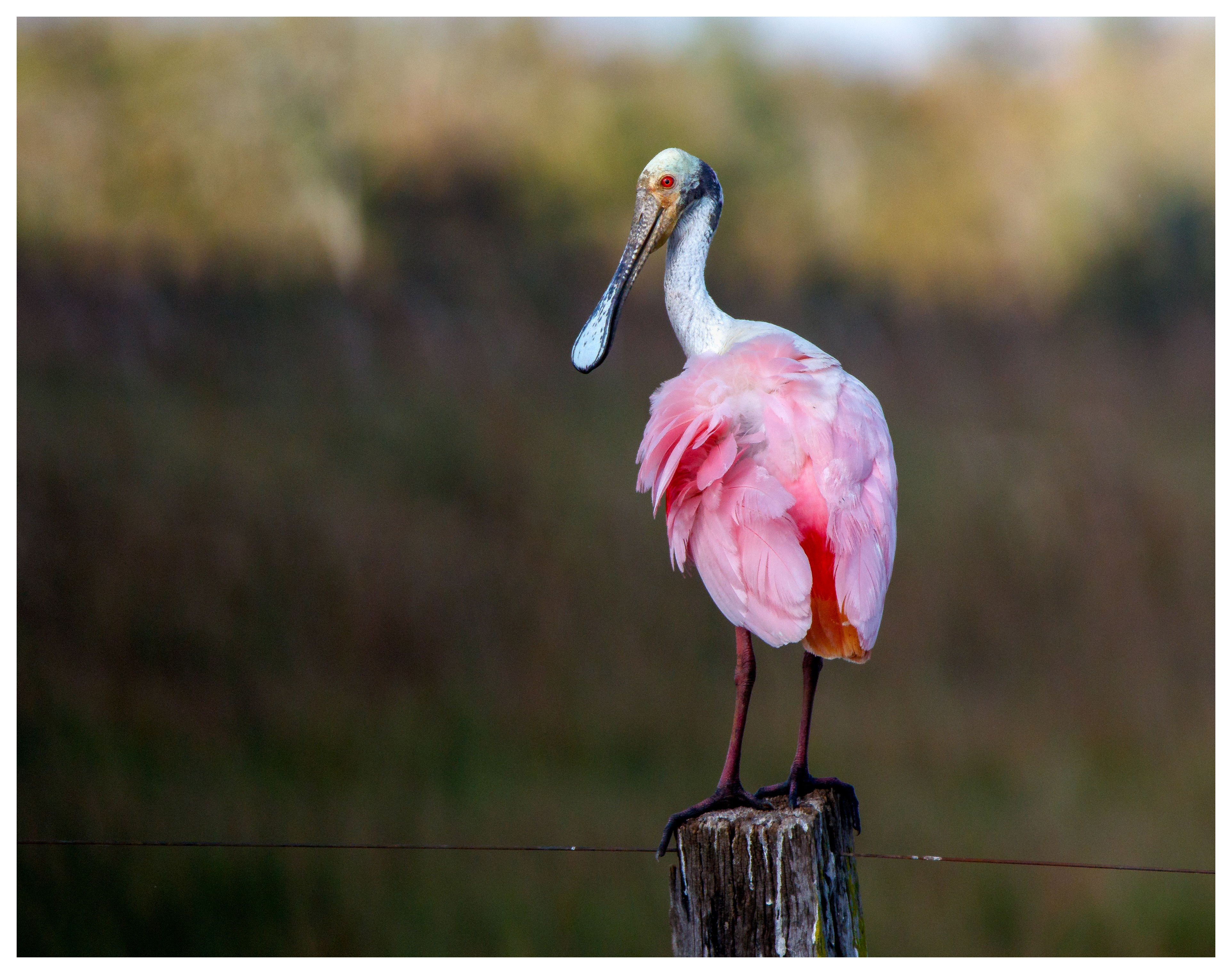
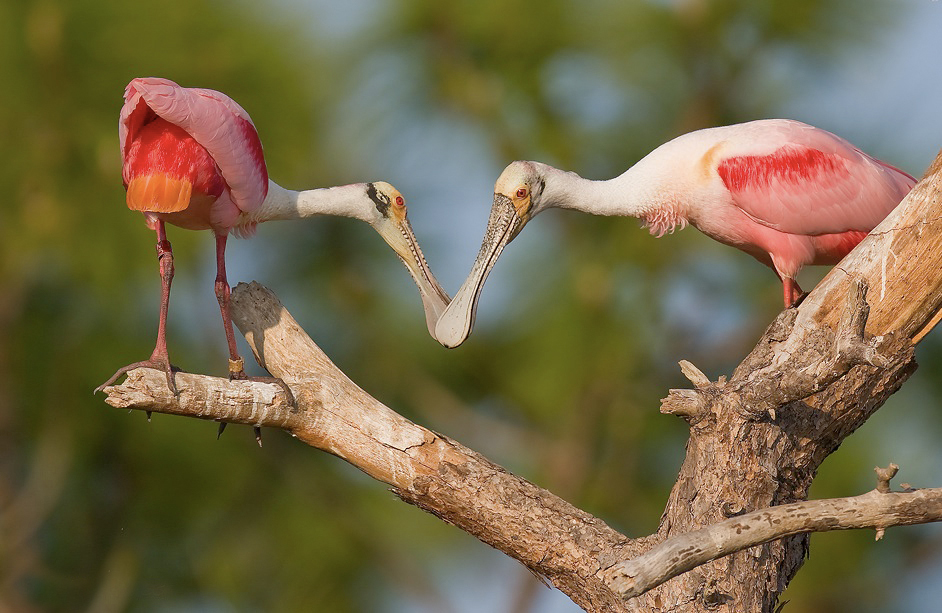
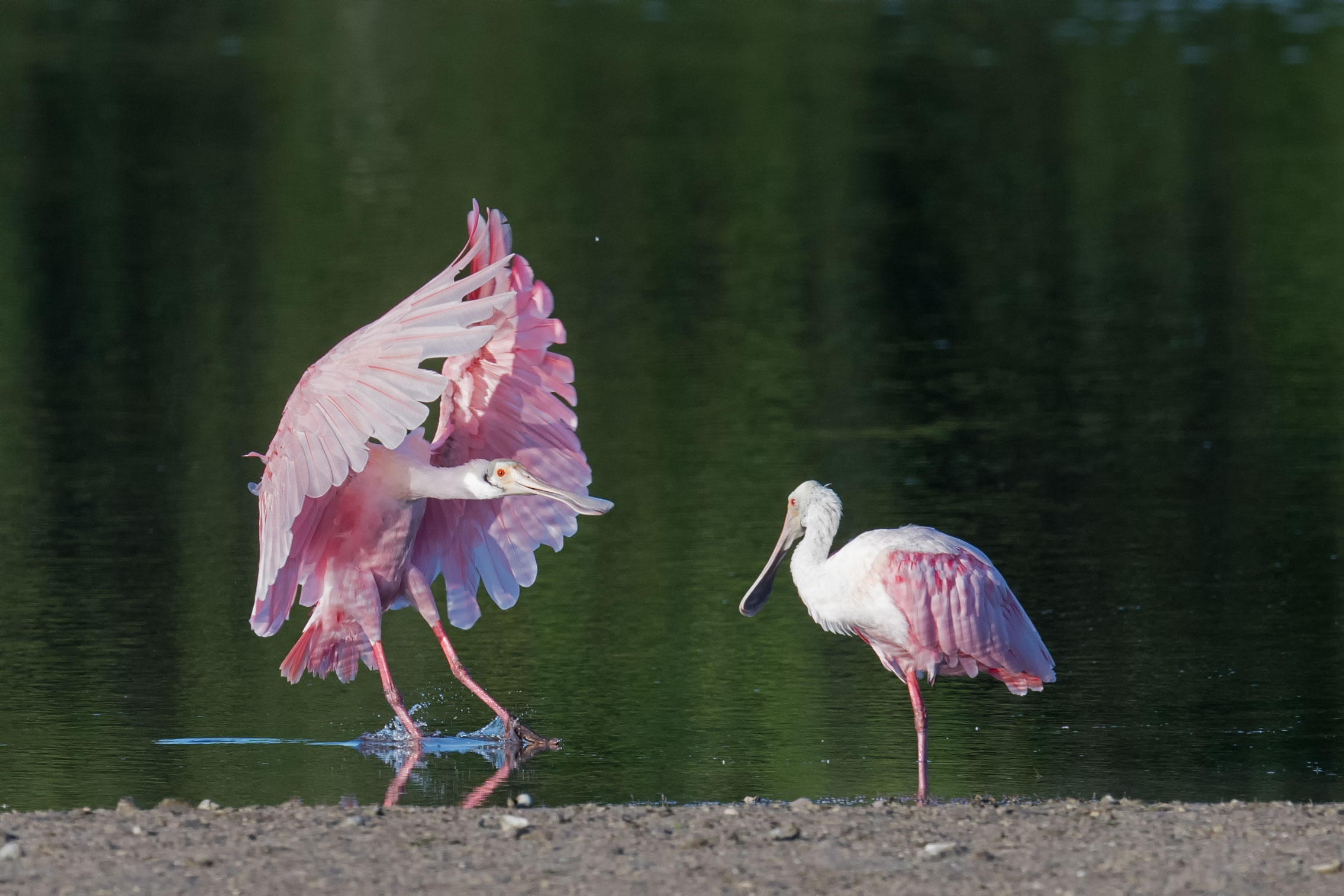